# РадиоБенд Александра Фокина
Государственный академический оркестр «РадиоБенд Александра Фокина» — украинский оркестр «шведского состава».

## История
Оркестр был официально основан 1 декабря 1999 года Александром Фокиным. В настоящее время «РадиоБенд» является уникальным оркестром так называемого «шведского состава» (комбо). Основным принципом оркестра являются записи, сделанные вживую. 
«РадиоБенд» — универсальный оркестр, исполняющий сложную инструментальную музыку в таких направлениях как джаз, фанк, фьюжн, латино, джаз-рок, эйсид-джаз, поп-джаз, а также популярную и танцевальную музыку. Музыканты играют собственные оригинальные аранжировки лучших образцов мирового музыкального творчества, авторскую музыку, инструментальные версии песенных хитов популярной музыки.
Александр Фокин создал коллектив, в котором, кроме ритм-секции, должны быть 6 духовиков: 3 саксофониста, 2 трубача и тромбонист. Этот музыкальный коллектив хотя и больше чем ансамбль, но все же меньше чем классический биг-бенд.
Музыканты оркестра играют в числе прочего на коллекционных музыкальных инструментах (эксклюзивный бас ручной работы «Tobias», электро-бас «Steinberger», электрогитара «Ukrainian Strat» фирмы Fender, электроорган «Hammond B-3» и др.).

## Музыканты

### Музыканты текущего состава
- Виталий Делестьянов — клавишные
- Станислав Луцкий — электроорган «Hammond»
- Анатолий Михайлов — гитара
- Армен Костандян — перкуссия
- Валерий Ковальчук — баритон-саксофон
- Павел Гузев — тенор, винд-контроллер
- Алексей Сагитов —тромбон, бас-труба
- Дмитрий Приходько — труба
- Александр Ильика — труба
- Александр Рукомойников — альт-саксофон
- Алена Шарун — вокалистка

### Музыканты состава 1999—2003 годов
- Игорь Рудый — альт-саксофон, кларнет, electronic wind instrument Yamaha
- Владимир Пушкарь — тромбон, хроматическая губная гармонь
- Виктор Немирович — труба, флюгельгорн
- Сергей Цымбал — баритон-саксофон, блок-флейта
- Иван Давиденко — рояль, электропиано Rhodes
- Геннадий Ивченко — тенор-саксофон, флейта
- Владимир Копоть — труба, флюгельгорн
- Валерий Латанюк — ударные
- Анатолий Плотников — бас-гитары
- Александр Береговский — перкуссия
- Анатолий Михайлов — гитары
- Ольга Нека — вокал
- Владимир Замараев — звукорежиссёр (1999—2002)
- Игорь Прима — звукорежиссёр (2002—2003)
- Игорь Стецюк — музыкальный руководитель, аранжировщик, композитор, орган Hammond

### Музыканты состава 2003—2011 годов
- Ольга Нека — вокал
- Дарья Павлишина — вокал
- Евгений Положишников — звукорежиссёр
- Евгений Афанасенко — альт-саксофон
- Павел Гузев — тенор-саксофон
- Антон Пивоваров — баритон-саксофон
- Егор Бекаревич — баритон-саксофон
- Валерий Щерица — первая труба, флюгельгорн
- Илья Руснак — вторая труба, флюгельгорн
- Владимир Завадский — бас-гитара
- Константин Ионенко — бас-гитара
- Юрий Бузилов — бас-гитара
- Антон Деревянко — бас-гитара
- Александр Милов — ударные
- Александр Вершута — ударные
- Ярослав Лещух — ударные

## Совместные live-проекты
- Джонатан Батлер (США) — ритм-н-блюз-гитарист и певец
- Рой Эйерс (США) — отец стиля эйсид-джаз, вибрафонист, певец и композитор
- Эрик Мариентал (США) — мульти-саксофонист
- Фредди Равель (США) — пианист-виртуоз и композитор
- Вальфредо Рейес-младший (США) — барабанщик и перкуссионист
- Ким Сендерс (США) — певица
- Грегори Меннинг (США) — пианист
- Рей Гескинз (Великобритания) — саксофонист и пианист
- Кристофер фон Дайлен (Германия) из группы электронной музыки Schiller
- Девид Вест — блюзовый гитарист и певец из Канады
- Интарс Бусулис — латвийский певец
- Лиз Митчелл — солистка группы «Boney M»
- Джазовый биг-бенд под управлением Олега Лундстрема
- Раймонд Паулс
- Вадим Эйленкриг
- Соня Бишоп — финская поп-певица
- Дорис Хартвих — модельер мужской одежды из Германии
- Поэт Евгений Евтушенко

## Проекты

### Fashion concert
29 января 2008 года в сопровождении, оркестра, играющего вживую, на сцене, специально оформленной и оборудованной под мероприятие, была показана коллекция дизайнера мужской одежды Дорис Хартвих. В показе моделей приняли участие деятели культуры и искусства Украины.

### Возьми 10!
В 2011 году был реализован совместный телевизионный проект «РадиоБенда Александра Фокина» и продакшн-студии «Шустер-Live», в ходе которого определялись 10 лучших джазовых инструментальных и вокальных произведений.

### «Мы из джаза-2»
Фильм «Мы из джаза-2» является продолжением популярного кино о джазе — фильма «Мы из джаза», снятого на «Мосфильме» в 1984 году.

## Хронология
| 2001, 31 января  | Концерт во дворце «Украина» |
| 2001, 09 мая     | Совместный концерт с оркестром Олега Лундстрема |
| 2002             | Концерт с гитаристом Джонатаном Батлером |
| 2003, 08 февраля | Концерт с вибрафонистом Роем Эйерсом |
| 2003, 15 апреля  | Концерт с украинским исполнителем Виктором Павликом |
| 2005             | Съемки телешоу «Звезды мировой музыки в гостях у „РадиоБенда“» |
| 2006             | Концерт с саксофонистом Эриком Мариенталом; Съемки телепередачи «Звездный дуэт»; |
| 2007             | Концерт с немецкой группой Schiller Концерт «Латинский джаз» с Фредди Равелем, Вальфредо Рейесом-мл. и Ким Сандерс |
| 2008             | Fashion-Concert совместно с немецким дизайнером мужской одежды Дорис Хартвих Демо-концерт для Эла ди Меолы (США) Демо-концерт для Интарса Бусулиса (Латвия) Демо-концерт для Дэвида Веста (Канада) Концерт на центральной площади МВЦ (Москва) в рамках XXI Московской международной выставки-ярмарки с Интарса Бусулиса (Латвия) и Девидом Вестом (Канада) Выступление на ТВ-шоу Шустер-live (Киностудия им. Довженко) |
| 2009             | Съемка благотворительного концерта Выступления в ТВ-шоу Шустер-LIVE Демо-концерт для Лиз Митчелл (группа Boney M) |
| 2010             | Демо-концерт для Раймонда Паулса Участие в телешоу «Суперзірка» Концерт с солисткой группы «Boney M» Лиз Митчелл «От джаза до диско» Демо-концерт для Игоря Крутого Запись концерта для Еврорадио Концерт-репетиция с Дэвидом Вэстом (Канада) |
| 2011             | Юбилейный концерт с Раймондом Паулсом в Киеве и Санкт-Петербурге Выступления на ТВ-шоу Шустер-LIVE Концерт в Москве Участие в джаз-фестивале Plios |
| 2012             | Всеукраинский тур в поддержку музыкальных учебных заведений Концерт по случаю празднования «Дня работников радио, телевидения и связи» |
| 2013             | Тур по Украине Мемориальный концерт памяти выдающегося джазового музыканта и дирижёра Юрия Пивака Концерт по случаю празднования 60-летия Черкасской области |